# Walter Fitzalan
Walter Fitzalan, död 1177, var den förste innehavaren av den ärftliga titeln High Steward of Scotland (från omkring 1150). Han tillhörde en familj som kommit till England med Vilhelm Erövraren, och blev stamfader till huset Stuart.